# Auchenisa berenice
Auchenisa berenice är en fjärilsart som beskrevs av Fawcett 1916. Auchenisa berenice ingår i släktet Auchenisa och familjen nattflyn. Inga underarter finns listade i Catalogue of Life.